# Сьрода-Шльонська
Сьро́да-Шльонська, або Шрода (пол. Środa Śląska, нім. Neumarkt in Schlesien) — місто в південно-західній Польщі.
Адміністративний центр Сьредзького повіту Нижньосілезького воєводства.

## Демографія
Демографічна структура станом на 31 березня 2011 року:
|          | Загалом | Допрацездатний вік | Працездатний вік | Постпрацездатний вік |
| -------- | ------- | ------------------ | ---------------- | -------------------- |
| Чоловіки | 4394    | 833                | 3165             | 396                  |
| Жінки    | 4831    | 862                | 2899             | 1070                 |
| Разом    | 9225    | 1695               | 6064             | 1466                 |